# Järsnäs
Järsnäs är kyrkbyn i Järsnäs socken i Jönköpings kommun belägen öster om Lekeryd vid länsväg 132.
Järsnäs kyrka ligger här.
Byn har en skola med låg- och mellanstadieundervisning och en gymnastikförening. Det finns även en trädgårdsförening som anordnar bland annat växtbytardagar och resor.
I Sund i Järsnäs socken fanns 1874–1915 Sunds glasbruk. Det flyttade till Äng i Nässjö kommun.